# Улица Достоевского (Тверь)
У́лица Достое́вского — улица в Центральном районе Твери. Находится в исторической части города Затьма́чье.

## Расположение
Улица Достоевского начинается от набережной реки Тьмаки и продолжается в юго-западном направлении. Пересекает улицы Ефимова, Дмитрия Донского, переулок Трудолюбия и упирается в Беляковский переулок.
Общая протяжённость улицы Достоевского составляет более 750 метров.

## История
Улица Достоевского возникла во время регулярной планировки района Затьмачье в 1770-х годах. Носила название Подьяческая улица. Возможно, здесь жили подьячие.
Застраивалась малоэтажными домами, главным образом деревянными. Позднее стала называться Съезженской улицей по съезжему дому Затьмацкой части (то есть полицейскому участку).
В 1918 году советские власти переименовали улицу в честь Федора Достоевского. В 1859 году писатель несколько месяцев проживал в Твери.
В 1930-х годах были построены 2 одноэтажных детских сада, № 11, дом № 10; дом № 20а.
В конце 1980-х годов были снесены дома № 5, 7 и 13, а у домов № 9 и 11 уничтожены дворы, и внутри кварталов построены многоэтажные жилые дома. Дворы этих домов объединены, в начале 2000-х годов дом № 30 был отреставрирован. В 2004 году был снесён д. № 13а/13, имевший статус памятника архитектуры, на его месте выстроен многоэтажный жилой дом.

## Здания и сооружения
Здания и сооружения улицы, являющиеся объектами культурного наследия:
- Дом 6  памятник архитектуры. Дом Головиных, 1-я половина XIX века.
- Дом 10  памятник архитектуры. Дом жилой, 1-я половина XIX века.
- Дом 12  памятник архитектуры. Городская усадьба с флигелем, 1-я половина XIX века.
- Дом 14  памятник архитектуры. Городская усадьба с лавкой и амбаром, середина XIX века.
- Дом 15  памятник архитектуры. Съезжий дом и пожарная часть, 1820-е годы.
- Дом 29  памятник архитектуры. Дом жилой, 1-я половина XIX века.
- Дом 30  памятник архитектуры. Дом жилой, начало XIX века.